# Longyearbyen
Longyearbyen (/ˈlɔŋjiːrbyːən/) es el mayor asentamiento del archipiélago de las islas Svalbard, situadas en el océano Glacial Ártico y pertenecientes a Noruega. Está en la isla de Spitsbergen y su población es de unos 2075 habitantes. Es el lugar de residencia del Gobernador de Svalbard.

## Historia
En 1896, la compañía Vesteraalens Dampskibsselskab empezó a hacer viajes turísticos a Hotellneset. Para acomodar a los turistas, construyó un hotel, que fue cerrado en 1897. Dos familias se establecieron allí en 1898-99 y el Servicio de Correo noruego operó una oficina de correo en Hotellneset desde 1897 hasta 1899. También se establecieron temporalmente en la zona Søren Zakariassen en 1899 y la compañía Bergen-Spitsbergen Kullgrube-kompani en 1901, con un establecimiento en Adventtoppen.
El industrial estadounidense John Munro Longyear visitó la isla de Spitsbergen en 1901, regresando a la misma en 1903. Con su asociado, Frederick Ayer, Longyear desoyó las reclamaciones noruegas de la parte oeste de Adventfjorden. En 1906, la empresa de Boston Arctic Coal Company inició allí la actividad minera. La compañía llamó al asentamiento Longyear City, exportando a la ciudad de Tromsø. Fue destruido por los alemanes en 1943, durante la Segunda Guerra Mundial, y reconstruido tras la finalización del conflicto.

## Características
Es una ciudad ártica en la que la actividad minera ha estado siempre presente. Su vegetación es polar en invierno y de tundra en verano. Es la población de más de 1000 habitantes más septentrional del mundo.
Además, es la sede de la UNIS (Universitetssenteret på Svalbard), el centro de estudios universitarios más septentrional del mundo. En él se concentran estudiantes de más de 25 nacionalidades distintas para seguir estudios sobre geología, geofísica, tecnología (ingeniería) y biología.
En el pequeño cementerio local se dejó de sepultar a los fallecidos de la isla a partir de la década de 1950, cuando se descubrió que los cadáveres no se descomponían dado que el suelo es de permafrost, y por lo tanto contenían una gran cantidad de microorganismos. Desde entonces, se envían los cuerpos al continente para recibir sepultura.

## Galería

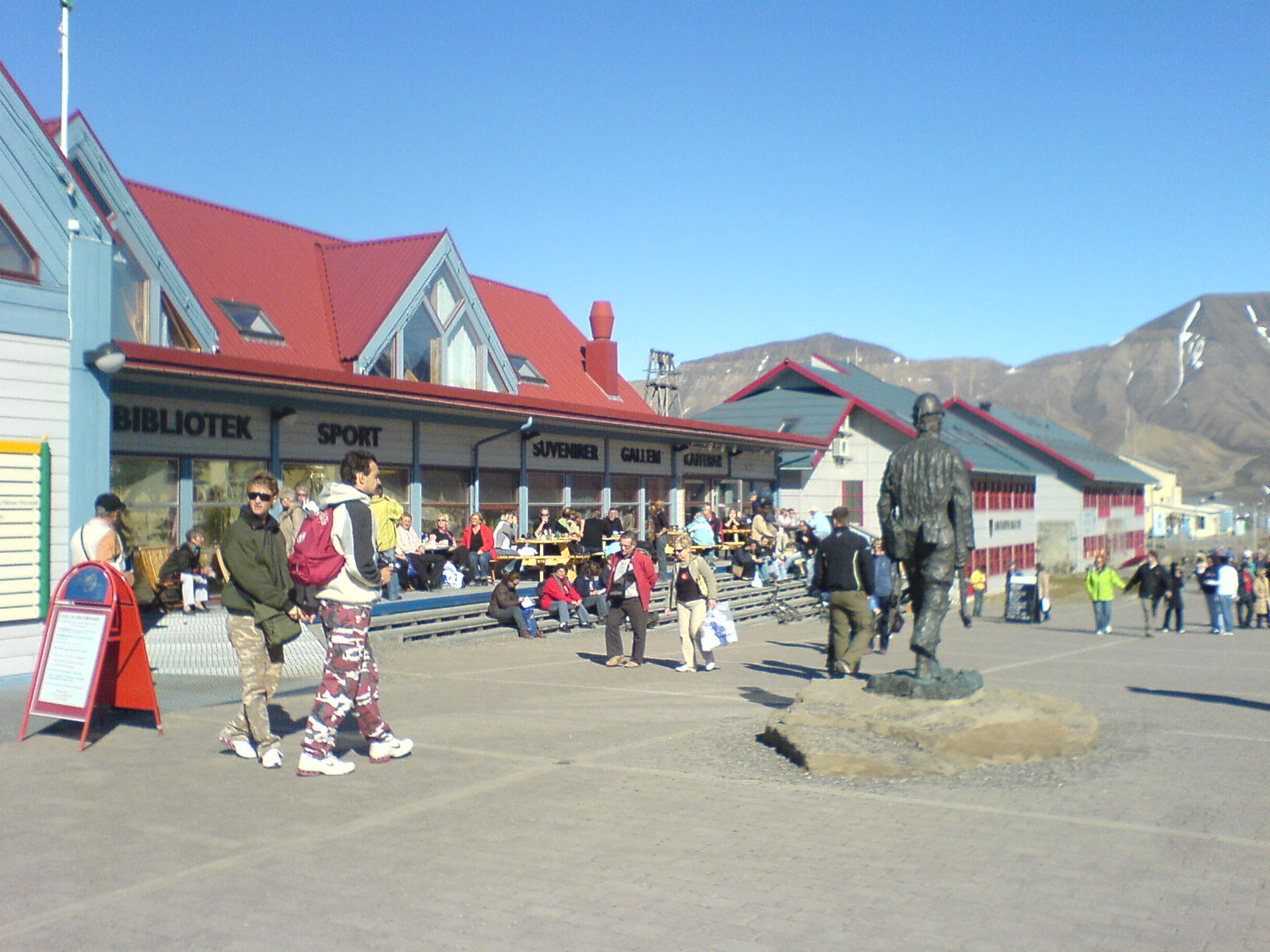
Calle principal de Longyearbyen.
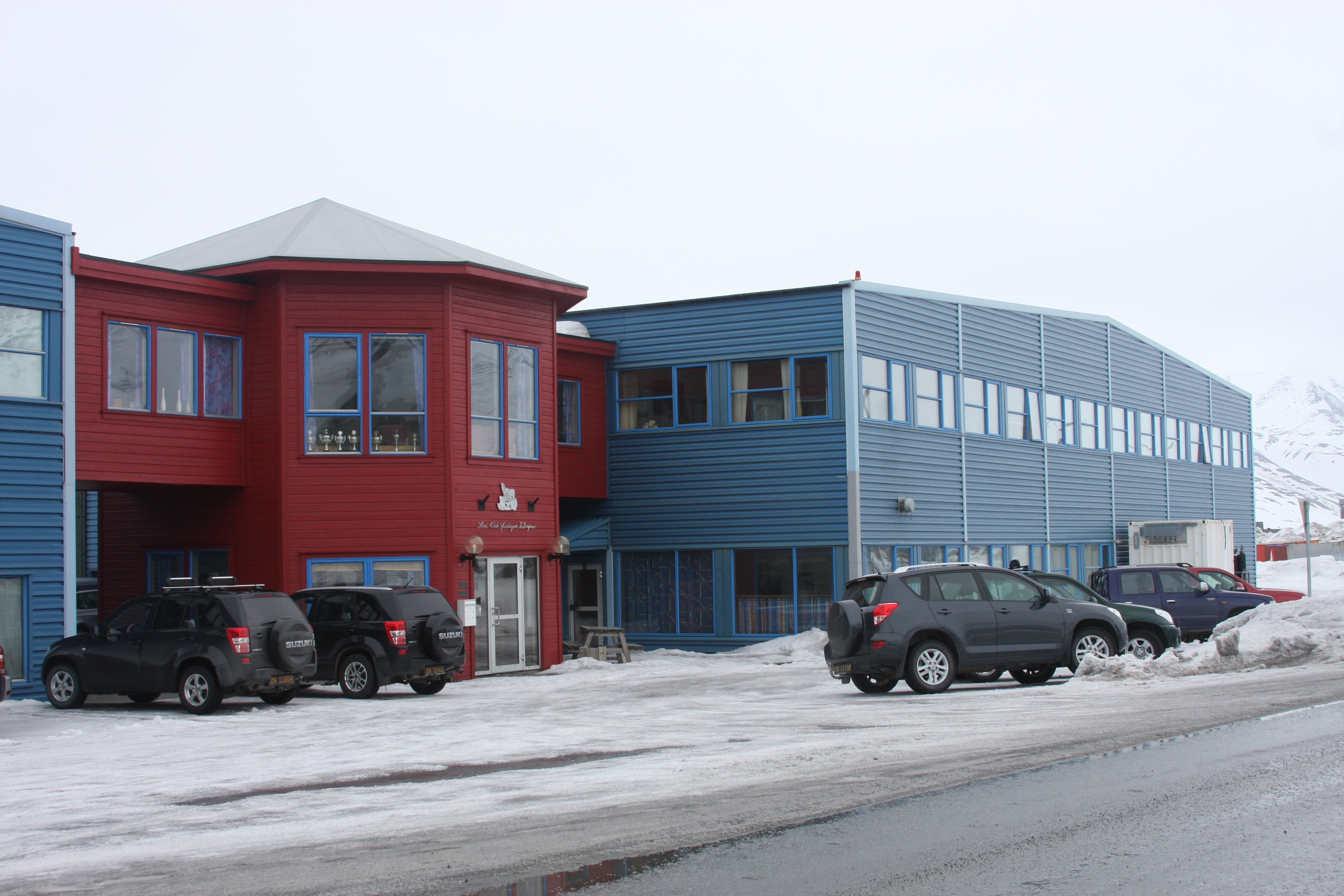
Central del SNKS.
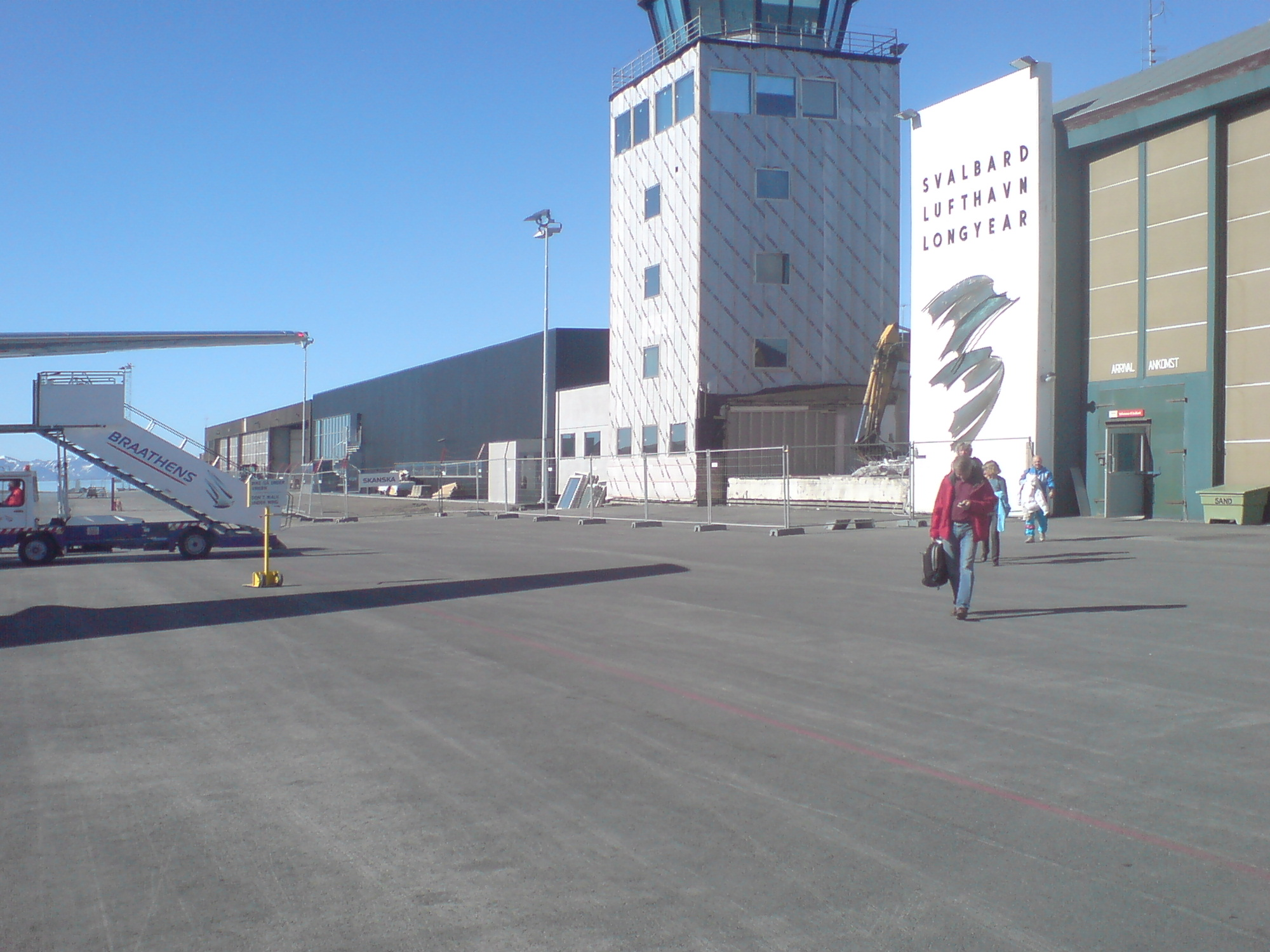
Aeropuerto de Longyearbyen.
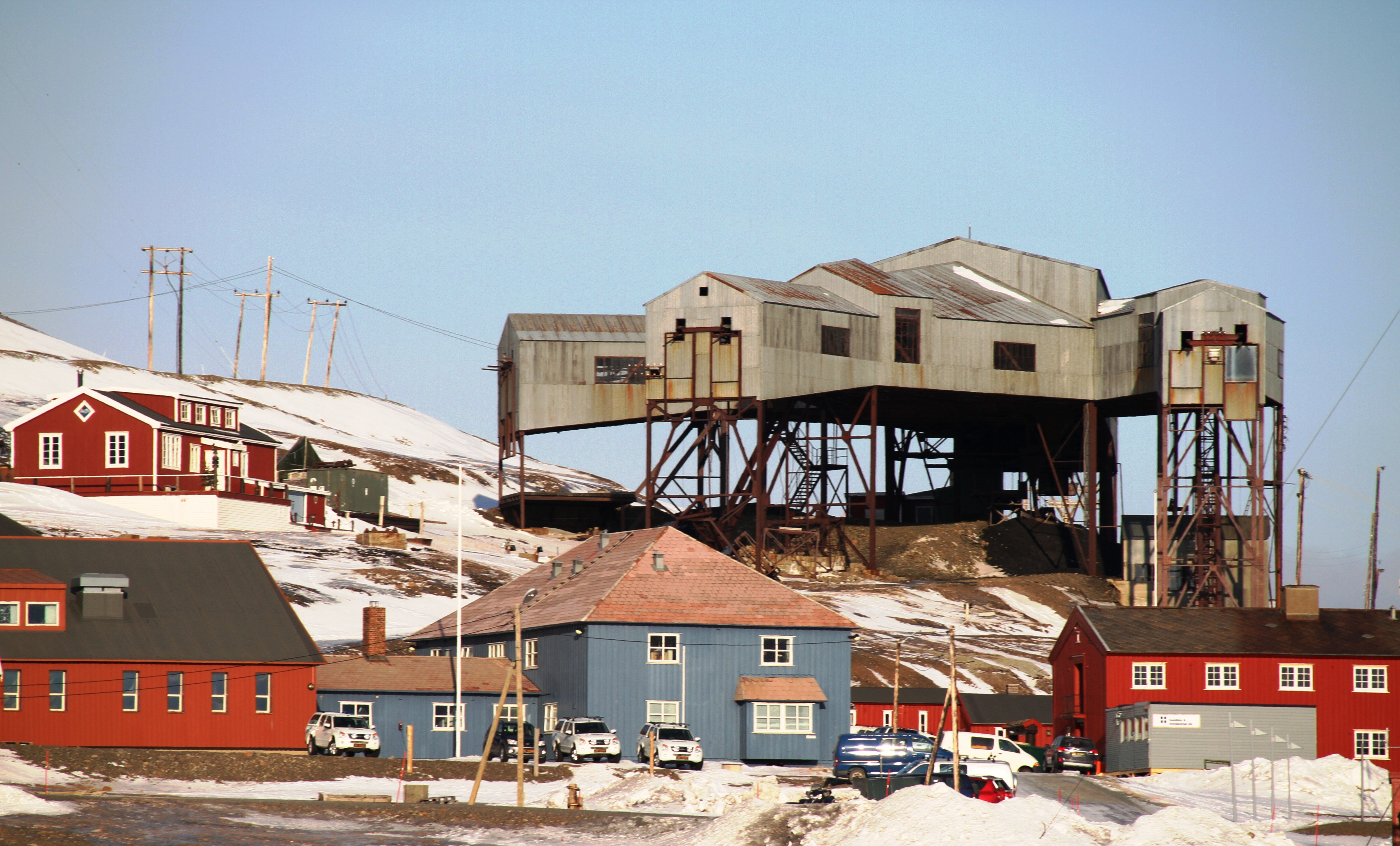
Edificios de Longyearbyen.
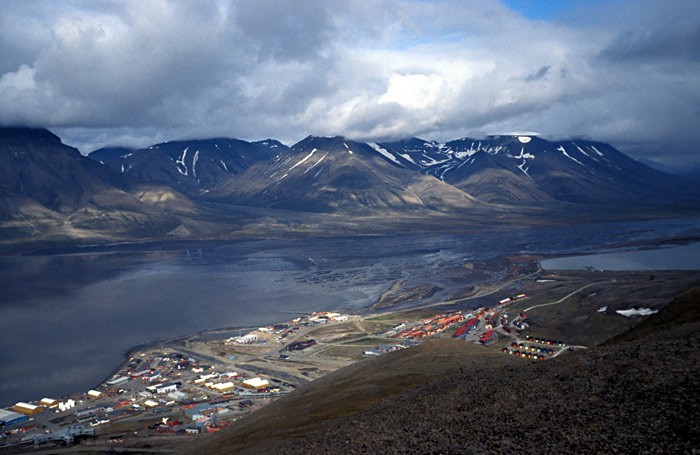
Panorama de la ciudad.